# 葡萄白片盾介殼蟲
葡萄白片盾介殼蟲（学名：Leucaspis vitis）为盾介殼蟲科白片盾介殼蟲屬下的一个种。